# Niagara (film)

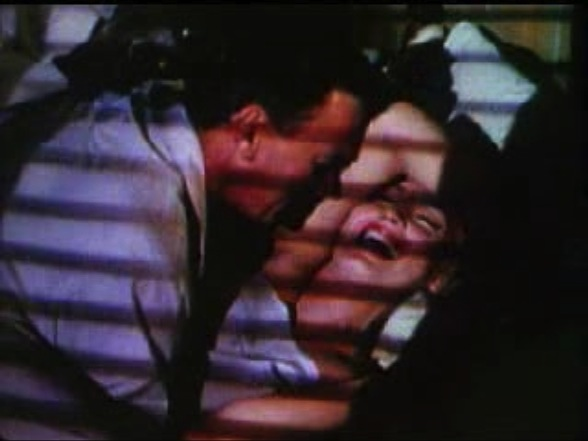
Joseph Cotten i Marilyn Monroe w scenie z filmu

Niagara – dreszczowiec amerykański z 1953 w reżyserii Henry’ego Hathawaya.

## Obsada
- Marilyn Monroe jako Rose Loomis
- Joseph Cotten jako George Loomis
- Jean Peters jako Polly Cutler
- Max Showalter jako Ray
- Richard Allan jako Patrickr
- Denis O’Dea jako inspektor Starkey
- Lurene Tuttle jako pani Kettering
- Will Wright jako kapitan łodzi,

## Fabuła
Małżeństwo Rose i George Loomisowie mieszkają w niewielkim motelu położonym po kanadyjskiej stronie Niagary. On, mocno znerwicowany, żyje w napięciu. Ona, piękna, zmysłowa blondynka urodą i stylem bycia przyciąga uwagę mężczyzn. George wie, że Rose ma kochanka, lecz darząc ją uczuciem, nie pozwala jej odejść, ale nie wie, że Rose i jej przyjaciel Patrick chcą go zamordować. Planują zwabić go nad wodospad i zepchnąć w rwące strumienie wody.